# Tithoniidae
De Tithoniidae zijn een familie van uitgestorven zee-egels (Echinoidea) uit de superorde Atelostomata.

## Geslachten
- Corthya Pomel, 1883 †
- Metaporinus L. Agassiz, 1844 †
- Tetraromania Solovjev, 1971 †
- Tithonia Pomel, 1883 †